# Arrondissement de Mecklembourg-Strelitz
L’arrondissement de Mecklembourg-Strelitz était un arrondissement (Landkreis en allemand) de Mecklembourg-Poméranie-Occidentale (Allemagne). Il fut intégré à l'arrondissement du Plateau des lacs mecklembourgeois lors de la réforme territoriale du 4 septembre 2011 en Allemagne du nord-est.

## Géographie
L'arrondissement de Mecklembourg-Strelitz se trouve à l'extrémité sud-est de la région du plateau des lacs mecklembourgeois (Mecklenburgische Seenplatte).

## Villes, communes et communautés d'administration
(nombre d'habitants en 2006)
Communes autonomes
1. Feldberger Seenlandschaft (Siège : Feldberg) (4 956)
2. Neustrelitz, ville * (22 152)

cantons et villes rattachées
* = chef-lieu de canton
| - 1. Amt Friedland 1. Datzetal (978) 2. Eichhorst (555) 3. Friedland, ville * (7 251) 4. Galenbeck (1 444) 5. Genzkow (167) 6. Glienke (139) - 2. Amt Mecklenburgische Kleinseenplatte 1. Mirow, ville * (3 666) 2. Priepert (304) 3. Roggentin (729) 4. Wesenberg, ville (3 249) 5. Wustrow (727) | - 3. Amt Neustrelitz-Land (Siège : Neustrelitz) 1. Blankensee (1 907) 2. Blumenholz (858) 3. Carpin (989) 4. Godendorf (240) 5. Grünow (331) 6. Hohenzieritz (553) 7. Klein Vielen (775) 8. Kratzeburg (527) 9. Möllenbeck (775) 10. Userin (718) 11. Wokuhl-Dabelow (589) - 4. Amt Neverin 1. Beseritz (160) 2. Blankenhof (722) 3. Brunn (1 191) 4. Neddemin (344) 5. Neuenkirchen (1 238) 6. Neverin * (1 172) 7. Sponholz (836) 8. Staven (513) 9. Trollenhagen (982) 10. Woggersin (559) 11. Wulkenzin (1 571) 12. Zirzow (342) | - 5. Amt Stargarder Land 1. Burg Stargard, ville * (4 524) 2. Cammin (322) 3. Cölpin (882) 4. Groß Nemerow (1 309) 5. Holldorf (847) 6. Lindetal (1 364) 7. Pragsdorf (530) 8. Teschendorf (561) - 6. Amt Woldegk 1. Groß Miltzow (1 269) 2. Helpt (402) 3. Kublank (207) 4. Mildenitz (557) 5. Neetzka (295) 6. Petersdorf (164) 7. Schönbeck (465) 8. Schönhausen (288) 9. Voigtsdorf (109) 10. Woldegk, ville * (4 061) |